# Daniel Chacón
Daniel Alonso Chacón Salas (ur. 11 kwietnia 2001 w Turrialbie) – kostarykański piłkarz występujący na pozycji defensywnego pomocnika lub środkowego obrońcy, reprezentant Kostaryki, od 2024 roku zawodnik amerykańskiego Colorado Rapids.